# Villacañas
Villacañas es un municipio y localidad española de la provincia de Toledo, en la comunidad autónoma de Castilla-La Mancha. El término municipal, ubicado en la comarca de La Mancha, tiene una superficie de 268,51 km² y una población de 9489 habitantes (INE 2024). La localidad es conocida por sus silos, construcciones subterráneas de arquitectura popular realizadas en llanura donde las familias más humildes vivían hasta bien entrado el siglo XX, por su complejo lagunar y por la vistosa tradición de los danzantes del Cristo de la Viga, fiesta de interés regional celebrada el 1 de mayo de cada año. En los últimos años ha experimentado una crisis económica, más aguda debido a la fuerte presencia de una industria de puertas que se hundió tras estallar la burbuja económica en España. El sector industrial y terciario siguen siendo, no obstante, los más importantes, aunque destaca su producción vinícola.

## Toponimia
El nombre de Villacañas se origina en 1229, con motivo del establecimiento de mojones entre las tierras propias de los arzobispos de Toledo y las del maestrazgo de la orden de San Juan, denominándose Villar de Cañas.

## Geografía

### Localización
Villacañas está situado en el sureste de la provincia de Toledo en la región natural e histórica de La Mancha y, a su vez, dentro de la comarca de La Mancha Alta de Toledo e históricamente circunscrito en el Campo de San Juan. Su término municipal tiene una superficie de 268,52 km², lo que le convierte en el sexto municipio de Toledo por extensión. La altitud en el centro del núcleo urbano es de 672 m sobre el nivel del mar. El punto más alto se encuentra en la sierra del Romeral a 878 m, y el más bajo a 655 m en las cercanías del límite municipal con Quero en la depresión del río Riánsares.
Limita al norte con Lillo (a 11 km), al noreste con Corral de Almaguer (a 20 km), al este con La Villa de Don Fadrique (a 10 km), al sureste con Quero (a 15 km), al sur con Villafranca de los Caballeros (a 22 km), al suroeste con Madridejos (a 24 km), al oeste con Tembleque (a 16 km) y al noroeste con Tembleque y El Romeral (a 12 km), todos municipios de Toledo. Está a 64 km de la capital de la provincia, a 28 km de Alcázar de San Juan y a 93 km de Madrid.
Pertenece al partido judicial de Quintanar de la Orden.
| Noroeste: Tembleque y El Romeral | Norte: Lillo                       | Noreste: Corral de Almaguer    |
| Oeste: Tembleque                 |                                    | Este: La Villa de Don Fadrique |
| Suroeste: Madridejos             | Sur: Villafranca de los Caballeros | Sureste: Quero (Toledo)        |

### Orografía

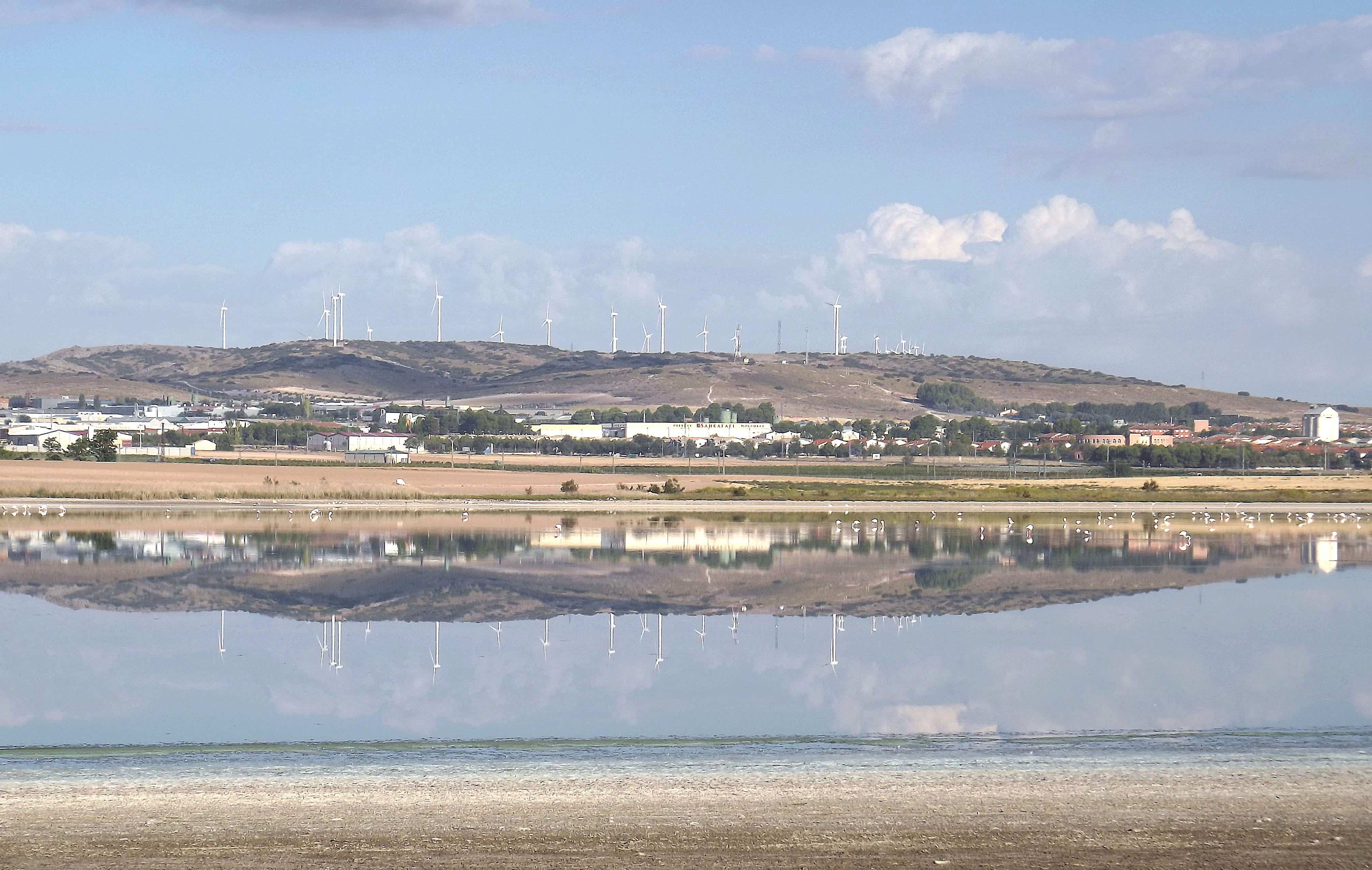
El contraste de la orografía villacañera: la laguna Larga y de fondo la sierra del Romeral

Villacañas es parte de la unidad morfológica de La Mancha, dentro de la cuenca sedimentaria del río Guadiana. Como en el resto de La Mancha, predomina la llanura. No obstante en Villacañas existen elementos geográficos que contrastan fuertemente con la monotonía del paisaje manchego: sierras y lagunas. 
La llanura manchega se ve interrumpida abruptamente al noroeste donde se eleva la sierra del Romeral, una formación de unos 8 km en dirección noroeste-sureste con alturas por encima de los 800 m sobre el nivel del mar (el pico del Romeral alcanza los 878 m, el punto más alto del municipio). Esto conlleva la existencia de un escalón de más de 200 m entre la sierra del Romeral y el punto más bajo del municipio (655 m).

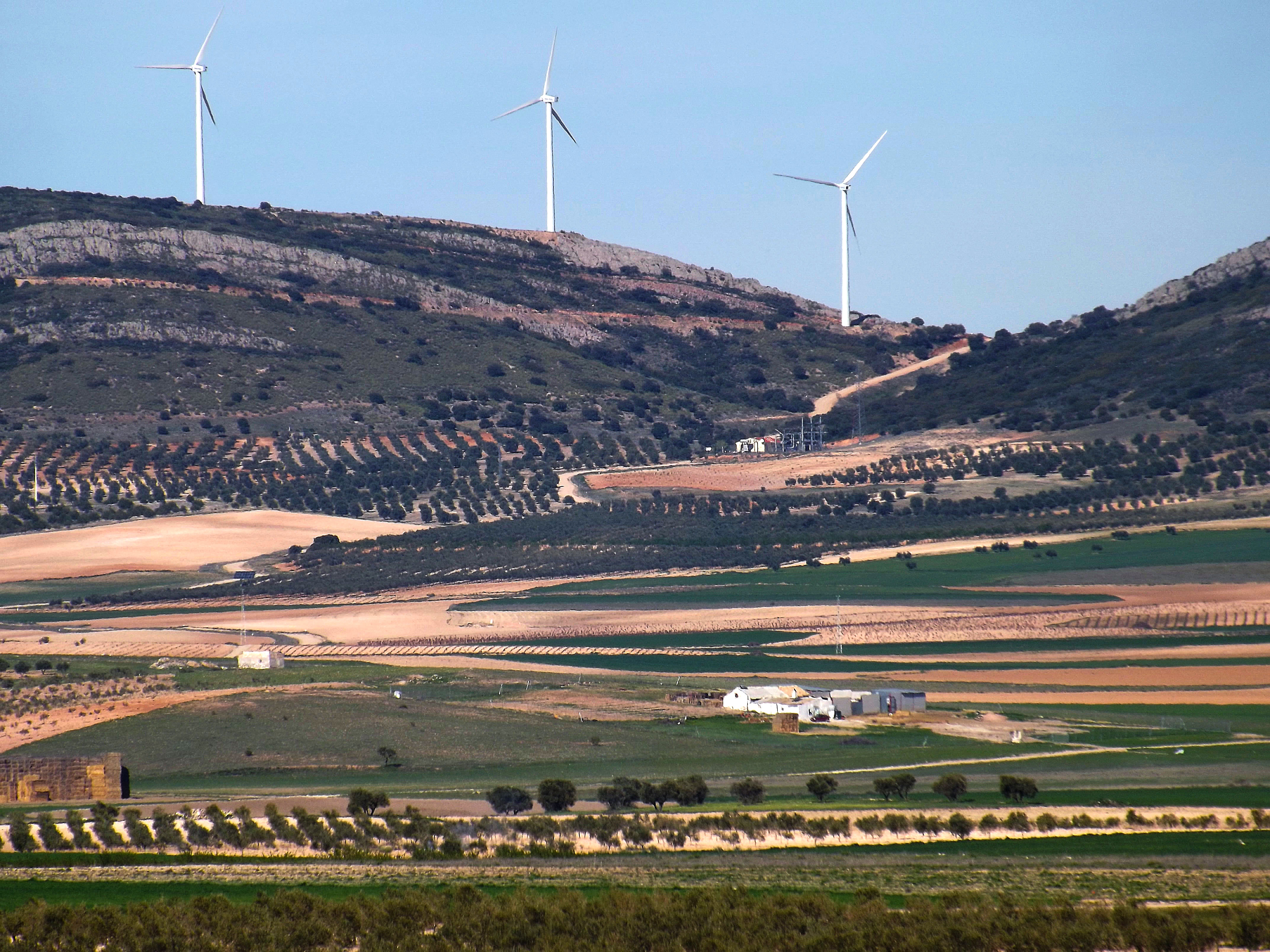
Vista de la sierra del Romeral

Asimismo, la mitad occidental de Villacañas cuenta con una cierta complejidad orográfica con muchas pequeñas sierras y montes aislados que conviven con zonas de relieve deprimido que tienden al encharcamiento. Las sierras Peladas (805 m) en dirección norte-sur, ocupan una extensión de casi tres kilómetros. La sierra del Corvo (789 m s. n. m.) también se sitúa en dirección norte a sur con una longitud de tres kilómetros. La sierra de la Ortigosa (748 m), la sierra Morena (739 m), la Atalaya (745 m) o la sierra del Castillejo (735 m ) son otras de las sierras y montes que dominan un área de terreno ondulado, aunque dotado de algunas zonas llanas de encharcamiento (laguna de la Espartosa, laguna de Castillejo), que comienza al oeste de las lagunas y que contrasta con el terreno mucho más suave y llano del este y sur, en la banda del río Riánsares y las lagunas.
En esta mitad oriental destacan las múltiples zonas encharcadizas y lagunas de suelo salino (el este del propio casco urbano está situado en una depresión, por ejemplo, el paraje conocido como el Prado), debido al nivel freático próximo a la superficie. Gracias a este aporte de fuerte estiaje del acuífero, se produce el fenómeno natural más interesante del municipio, su complejo lagunar: la laguna Larga, laguna de Tirez y lagunas de Peña Hueca y otras lagunas más pequeñas y zonas deprimidas donde se produce encharcamiento.

### Hidrografía
Villacañas se encuentra en la cuenca del río Guadiana y más inmediatamente en la del río Cigüela. El río Riansares atraviesa la parte oriental del municipio en dirección norte a sur, hasta su desembocadura en la laguna de Taray ya en el vecino Quero. El Riánsares presenta un carácter muy temporal con fuerte estiaje, quedando seco en los meses de verano. Más que un caudal continuado, el Riansares en Villacañas constituye una sucesión de zonas de descargas del acuífero y presenta un caudal muy somero.
El acuífero es, por lo tanto, la manifestación hidrológica más importante de Villacañas debido a que la capa freática de poca profundidad aflora en zonas deprimidas, haciendo posible el complejo lagunar de Villacañas: un entramado de lagunas endorreicas hipersalinas de alto interés ecológico. En general, cuentan con fuerte estiaje (suelen secarse en verano). No obstante, la laguna Larga recibe como aporte las aguas residuales tratadas del municipio, evitando que llegue a secarse. Villacañas se suele encuadrar dentro de la denominada Mancha Húmeda.

### Clima
El clima de Villacañas, como el del resto de la Mancha, es mediterráneo continentalizado, caracterizado por una amplia oscilación térmica de inviernos fríos con frecuentes heladas pero escasas precipitaciones en forma de nieve y veranos muy calurosos, precipitaciones que son mínimas o inexistentes en los meses del verano y que son mayores en los meses de primavera, otoño e invierno, aunque presentan gran irregularidad de año en año. Es un clima árido con precipitaciones anuales de entre 350 y 400 mm.
| Parámetros climáticos promedio de Estación Meteorológica de La Puebla de Almoradiel (2001-2014)                  | Parámetros climáticos promedio de Estación Meteorológica de La Puebla de Almoradiel (2001-2014) | Parámetros climáticos promedio de Estación Meteorológica de La Puebla de Almoradiel (2001-2014) | Parámetros climáticos promedio de Estación Meteorológica de La Puebla de Almoradiel (2001-2014) | Parámetros climáticos promedio de Estación Meteorológica de La Puebla de Almoradiel (2001-2014) | Parámetros climáticos promedio de Estación Meteorológica de La Puebla de Almoradiel (2001-2014) | Parámetros climáticos promedio de Estación Meteorológica de La Puebla de Almoradiel (2001-2014) | Parámetros climáticos promedio de Estación Meteorológica de La Puebla de Almoradiel (2001-2014) | Parámetros climáticos promedio de Estación Meteorológica de La Puebla de Almoradiel (2001-2014) | Parámetros climáticos promedio de Estación Meteorológica de La Puebla de Almoradiel (2001-2014) | Parámetros climáticos promedio de Estación Meteorológica de La Puebla de Almoradiel (2001-2014) | Parámetros climáticos promedio de Estación Meteorológica de La Puebla de Almoradiel (2001-2014) | Parámetros climáticos promedio de Estación Meteorológica de La Puebla de Almoradiel (2001-2014) | Parámetros climáticos promedio de Estación Meteorológica de La Puebla de Almoradiel (2001-2014) |
| Mes | Ene.                                                                                            | Feb.                                                                                            | Mar.                                                                                            | Abr.                                                                                            | May.                                                                                            | Jun.                                                                                            | Jul.                                                                                            | Ago.                                                                                            | Sep.                                                                                            | Oct.                                                                                            | Nov.                                                                                            | Dic.                                                                                            | Anual                                                                                           |
| --- | ----------------------------------------------------------------------------------------------- | ----------------------------------------------------------------------------------------------- | ----------------------------------------------------------------------------------------------- | ----------------------------------------------------------------------------------------------- | ----------------------------------------------------------------------------------------------- | ----------------------------------------------------------------------------------------------- | ----------------------------------------------------------------------------------------------- | ----------------------------------------------------------------------------------------------- | ----------------------------------------------------------------------------------------------- | ----------------------------------------------------------------------------------------------- | ----------------------------------------------------------------------------------------------- | ----------------------------------------------------------------------------------------------- | ----------------------------------------------------------------------------------------------- |
| Temp. máx. abs. (°C)                                                                                             | 20                                                                                              | 24.8                                                                                            | 29                                                                                              | 31.6                                                                                            | 38.6                                                                                            | 40.8                                                                                            | 43.4                                                                                            | 42.5                                                                                            | 39.4                                                                                            | 32.5                                                                                            | 28                                                                                              | 10.6                                                                                            | 43.4                                                                                            |
| Temp. máx. media (°C)                                                                                            | 10.5                                                                                            | 12.2                                                                                            | 15.9                                                                                            | 19.3                                                                                            | 21.7                                                                                            | 30.3                                                                                            | 33.3                                                                                            | 33.2                                                                                            | 27.9                                                                                            | 21.7                                                                                            | 14.4                                                                                            | 10.6                                                                                            | 20.9                                                                                            |
| Temp. media (°C)                                                                                                 | 4.2                                                                                             | 5.3                                                                                             | 9                                                                                               | 12.2                                                                                            | 16.3                                                                                            | 22.2                                                                                            | 24.5                                                                                            | 24.1                                                                                            | 19.5                                                                                            | 14.2                                                                                            | 7.8                                                                                             | 4.1                                                                                             | 13.6                                                                                            |
| Temp. mín. media (°C)                                                                                            | -1                                                                                              | -1.01                                                                                           | 2.3                                                                                             | 5.0                                                                                             | 8.3                                                                                             | 13.1                                                                                            | 14.5                                                                                            | 14.7                                                                                            | 11.6                                                                                            | 7.6                                                                                             | 2.3                                                                                             | -1.3                                                                                            | 6.3                                                                                             |
| Temp. mín. abs. (°C)                                                                                             | -13.8                                                                                           | -9.2                                                                                            | -7.0                                                                                            | -3.8                                                                                            | 0                                                                                               | 4.2                                                                                             | 7.4                                                                                             | 7.2                                                                                             | 1                                                                                               | -3                                                                                              | -8                                                                                              | -10.2                                                                                           | -13.8                                                                                           |
| Precipitación total (mm)                                                                                         | 37.2                                                                                            | 32.45                                                                                           | 37                                                                                              | 43.7                                                                                            | 39.8                                                                                            | 22.9                                                                                            | 5                                                                                               | 7.7                                                                                             | 13.9                                                                                            | 47                                                                                              | 33.4                                                                                            | 36.5                                                                                            | 356.6                                                                                           |
| Humedad relativa (%)                                                                                             | 78                                                                                              | 75                                                                                              | 61                                                                                              | 64                                                                                              | 57                                                                                              | 47                                                                                              | 39                                                                                              | 44                                                                                              | 65                                                                                              | 71                                                                                              | 79                                                                                              | 84                                                                                              | 63.7                                                                                            |
| Fuente: SIAR - Servicio Integral de Asesoramiento al Regante AEMET para temperaturas absolutas máximas y mínimas |                                                                                                 |                                                                                                 |                                                                                                 |                                                                                                 |                                                                                                 |                                                                                                 |                                                                                                 |                                                                                                 |                                                                                                 |                                                                                                 |                                                                                                 |                                                                                                 |                                                                                                 |

## Naturaleza

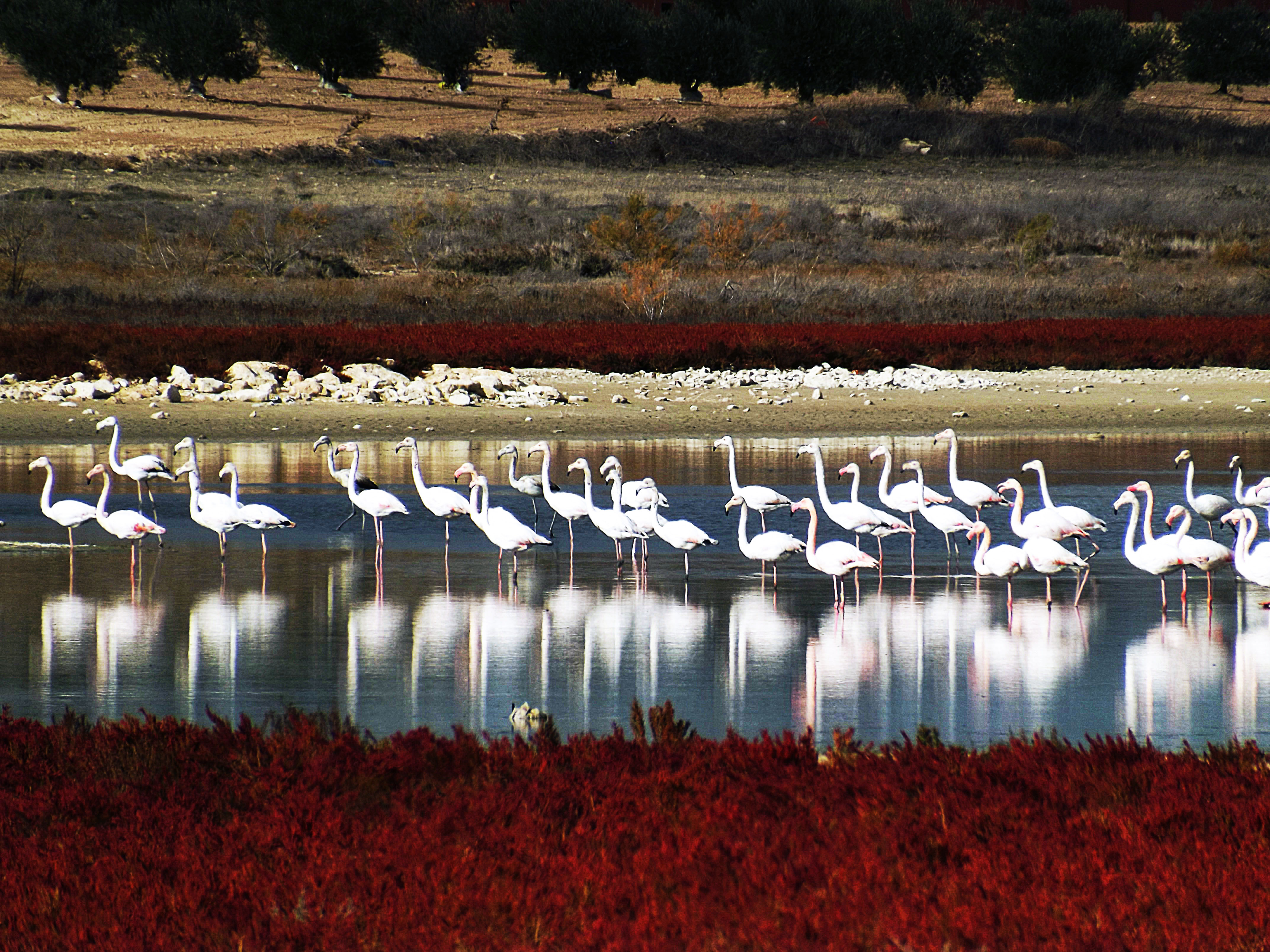
Flamencos en la laguna Larga

Villacañas posee un importante complejo lagunar con gran riqueza tanto vegetal como ornitológica que forma parte de la llamada La Mancha húmeda. Parte del propio casco urbano se encuentra situado sobre el fondo de un lago seco, del que forma parte la laguna Larga, situada al sureste del municipio, que conserva su agua durante todo el año y ha sido objeto de diversos proyectos para su conservación. Junto a la laguna Larga se encuentran dos pequeñas lagunas anexas, de carácter estacional, llamadas laguna Redondilla y La Gramosa, con vegetación acuática de enorme interés. En la actualidad, tiene poblaciones permanentes de flamenco común. Existen dos observatorios de aves, el observatorio del Flamenco y el observatorio de La Canastera, ambos accesibles a través de la carretera CM-410.
La laguna de Tirez, situada al sur del municipio, es una laguna hipersalina que cuenta con ejemplares botánicos de gran interés. También al sur, junto a la carretera de Villafranca se encuentran las lagunas de Peña Hueca, de carácter hipersalino y con costras de sal de hasta 1 cm de espesor visible en verano, y con valor natural y paisajístico.

## Historia
En el municipio se encuentran restos arqueológicos de la Edad del Bronce (cerro Tirez), romanos y árabes. Los poblados de Borregas, Tirez, Ormeña y Ormeñuela existieron antiguamente en el término de Villacañas sin que se pueda precisar en la actualidad su situación.
Su historia moderna está ligada a la Orden Militar de San Juan de Jerusalén, siendo Villacañas una de las catorce poblaciones que componían el Priorato de San Juan con sede en Consuegra. En 1230 aparece como municipio y no alcanzaría el título de villa hasta 1557, año en el que se desliga del vínculo feudal con la Orden de San Juan.
En el siglo XVIII se observa un período de crecimiento económico construyéndose el nuevo ayuntamiento, las ermitas de la Virgen y San Roque y reformando la iglesia.
A consecuencia de la desamortización de Mendizábal en 1836, comienza a aparecer el jornalero o bracero que trabajará las nuevas tierras que adquiere la pujante burguesía. La penuria económica de los braceros, les obligará a construir viviendas subterráneas denominadas silos. Hoy en día, los silos de Villacañas, declarados Conjunto de Interés Histórico, forman un conjunto arquitectónico único en Europa.
La llegada del ferrocarril en 1853 produce una dinamización tanto social como económica que pondrá a Villacañas a la cabeza de la comarca. A partir de esta época la población irá creciendo de forma constante hasta la década de 1960 en que, como consecuencia de la industrialización del campo, se produciría una importante emigración de villacañeros debido al exceso de mano de obra.

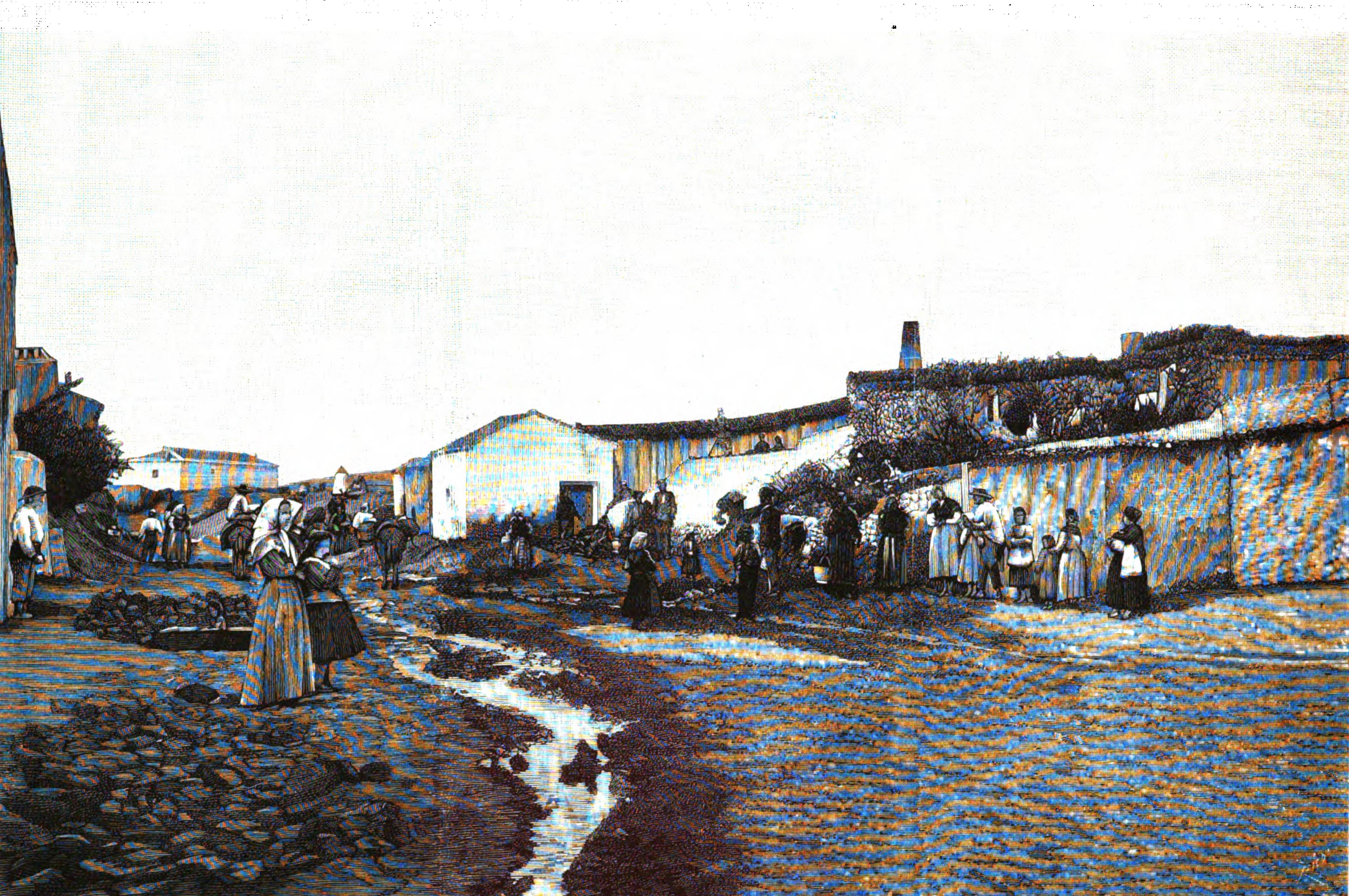
Aspecto de la calle mayor después de la inundación de septiembre de 1893

A mediados de septiembre de 1893 tuvo lugar una grave inundación en Villacañas, tras el paso de una fuerte tempestad que afectó además de a la localidad a otros municipios de la zona como Lillo, El Romeral y Tembleque. Este episodio se cobró más de 40 víctimas mortales.
El nombre del municipio aparece nombrado en el poema Con once heridas mortales del duque de Rivas.

### Nudo ferroviario

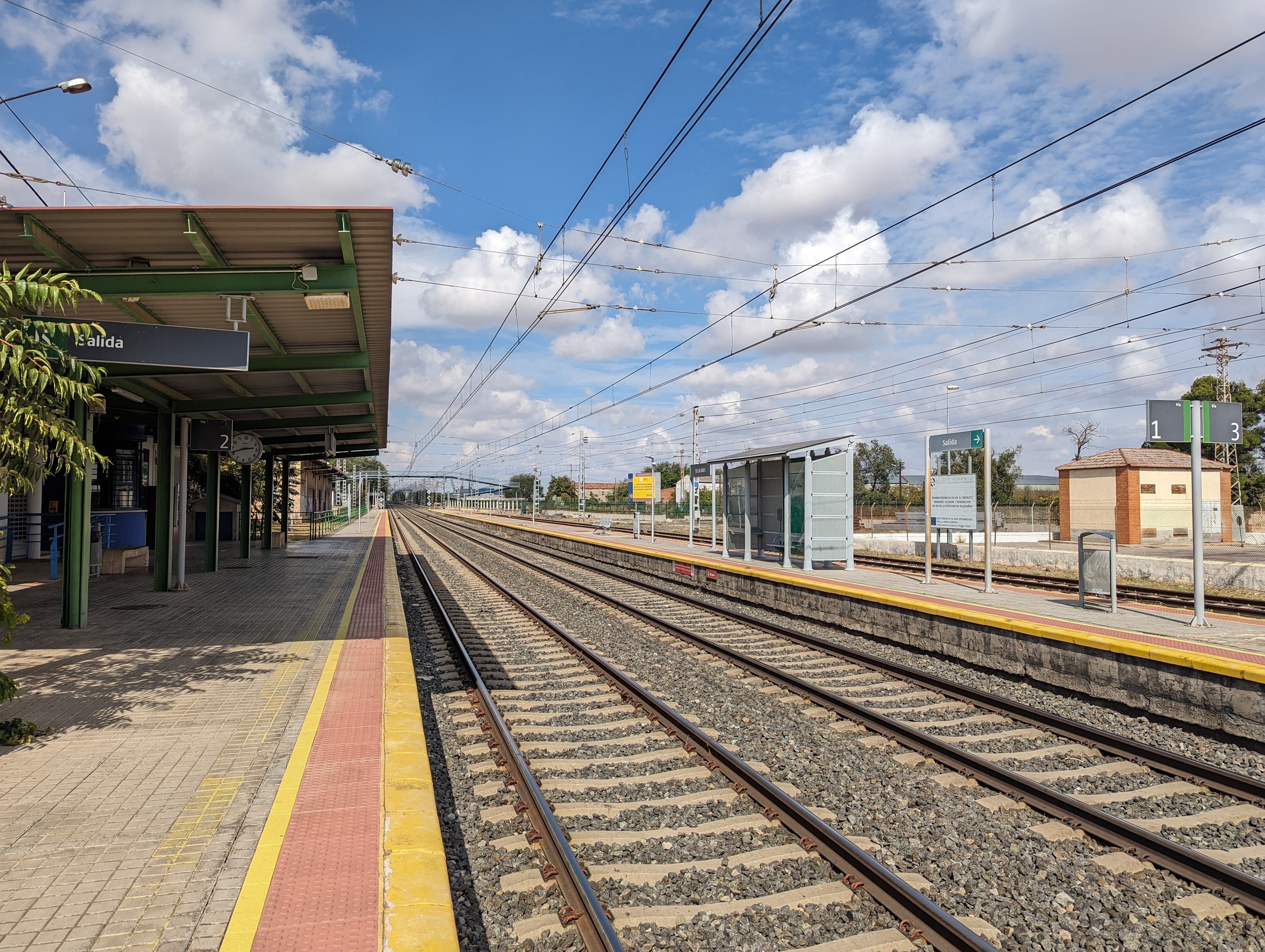
Estación de ferrocarril de Villacañas

Históricamente, Villacañas llegó a constituir un importante nudo ferroviario. Debido a la construcción de la línea Madrid-Alcázar de San Juan, el ferrocarril llegó al municipio en 1854, construyéndose una estación propia para pasajeros y mercancías. Sin embargo, con el paso de los años se fueron añadiendo nuevas líneas férreas que tenían su origen en Villacañas:
- la línea Villacañas-Quintanar de la Orden, inaugurada en 1909.[10]
- la línea Villacañas-Santa Cruz de la Zarza, inaugurada en 1938.[11]

En el caso de la primera, originalmente se trató de un ferrocarril de vía estrecha que enlazaba con las localidades de La Villa de Don Fadrique, Puebla de Almoradiel y Quintanar de la Orden. Esto supuso la construcción de una segunda estación ferroviaria en el municipio, la de Villacañas-Prado. Con posterioridad, en 1929, el trazado fue reconvertido al ancho ibérico y enlazado con la línea general Madrid-Alicante. Por su parte, la línea Villacañas-Santa Cruz de la Zarza sería abierta al tráfico durante el transcurso de la Guerra Civil, inicialmente con finalidades de tipo militar. Tras diversos avatares se mantuvo operativa hasta su cierre en 1965, mientras que la línea Villacañas-Quintanar de la Orden sería clausurada definitivamente en 1985. En la actualidad ambos ferrocarriles se encuentran desmantelados.

## Demografía
Cuenta con una población de 9489 habitantes (INE 2024).
| Gráfica de evolución demográfica de Villacañas entre 1842 y 2021                                                      |
| |
| Población de derecho según los censos de población del INE. Población de hecho según los censos de población del INE. |

## Economía
Tradicionalmente, la principal dedicación de los villacañeros fue la agricultura y sus industrias afines de fábricas de harinas, elaboración de vinos y alcoholeras. Hoy en día, la agricultura sigue en plena explotación, predominando la vid, el trigo y el olivo, aunque no las industrias afines. 
Hasta 2008 (crisis inmobiliaria), el tejido industrial se fundamentaba en modernas empresas de fabricación de puertas de madera que exportaban a toda España y parte de Europa. Esta actividad daba empleo a casi 4000 personas, de los que algo más de la mitad son villacañeros y el resto de las poblaciones colindantes.
El polígono industrial lo formaban una veintena de empresas dedicadas al sector maderero, en especial la construcción de puertas como ya se ha indicado. La poca diversidad del tejido industrial hacía que la industria de Villacañas estuviese ligada casi exclusivamente a la evolución del mercado de la madera. La crisis del sector de la construcción afectó seriamente a esta industria, que desapareció casi en su totalidad.
Cabe también destacar la industria textil de confección de edredones, ropas de hogar y prendas de vestir, que da trabajo a cerca de 20 personas.

### Evolución de la deuda viva
El concepto de deuda viva contempla solo las deudas con cajas y bancos relativas a créditos financieros, valores de renta fija y préstamos o créditos transferidos a terceros, excluyéndose, por tanto, la deuda comercial.
| Gráfica de evolución de la deuda viva del ayuntamiento entre 2008 y 2014                             |
| |
| Deuda viva del ayuntamiento en miles de Euros según datos del Ministerio de Hacienda y Ad. Públicas. |

La deuda viva municipal por habitante en 2014 ascendía a 273,67 €.

## Administración y política

### Lista de alcaldes
| Periodo   | Nombre                       | Partido |
| --------- | ---------------------------- | ------- |

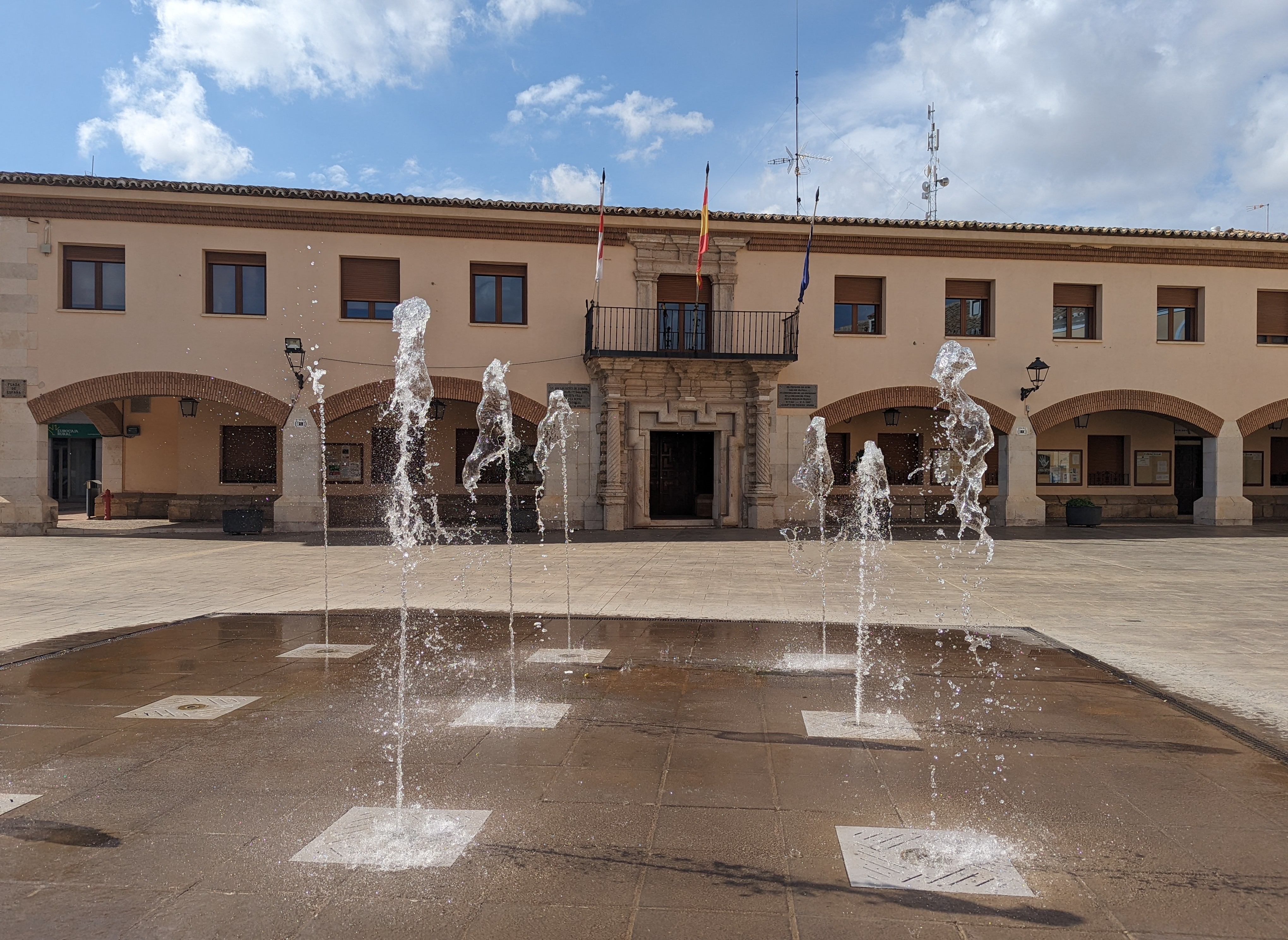
Casa consistorial

| 1979-1983 | Demetrio Martínez Prisuelos. | UCD     |
| 1983-1987 | Mariano Castillo Alcalá.     | PSOE    |
| 1987-1991 | Justo Jimeno Bueno           | PSOE    |
| 1991-1995 | Alejandro Infantes Santos    | PSOE    |
| 1995-1999 | Alejandro Infantes Santos    | PSOE    |
| 1999-2003 | Alejandro Infantes Santos    | PSOE    |
| 2003-2007 | Luis Zaragoza Amador         | PP      |
| 2007-2011 | Santiago García Aranda       | PSOE    |
| 2011-2015 | Santiago García Aranda       | PSOE    |
| 2015-2019 | Santiago García Aranda       | PSOE    |
| 2019-2023 | Jaime Martínez Jiménez       | PSOE    |
| 2023-act. | Juan Ángel Almonacid Gallego | PSOE    |

### Resultados de elecciones municipales
- En las elecciones municipales de 1987 los resultados fueron:

1. PSOE: 2482 votos (46,76 %), 7 concejales.
2. CDS: 1583 votos (29,82 %), 4 concejales.
3. IND 1 45185: 939 votos (17,69 %) 2 concejales.
4. IU: 222 votos (4,18 %) ningún concejal.

La participación fue del 83,02 %, se contabilizaron 20 votos en blanco y 62 votos nulos.
- En las elecciones municipales de 1991 los resultados fueron:

1. PSOE: 2988 votos (59,32 %), 9 concejales.
2. PP: 1636 votos (32,48 %), 4 concejales.
3. IU: 214 votos (4,25 %) 1 concejal.

La participación fue del 76,32 %, se contabilizaron 118 votos en blanco y 81 votos nulos.
- En las elecciones municipales de 1995 los resultados fueron:

1. PSOE: 2610 votos (46,66 %), 7 concejales.
2. PP: 2231 votos (39,88 %), 5 concejales.
3. IU: 561 votos (10,05 %) 1 concejal.

La participación fue del 81,83 %, se contabilizaron 87 votos en blanco y 104 votos nulos.
- En las elecciones municipales de 1999 los resultados fueron:

1. PSOE: 2568 votos (45,08 %), 6 concejales.
2. PP: 2548 votos (44,73 %), 6 concejales.
3. IU: 401 votos (7,04 %) 1 concejal.

La participación fue del 78,55 %, se contabilizaron 97 votos en blanco y 82 votos nulos.
- En las elecciones municipales de 2003 los resultados fueron:

1. PP: 3177 votos (51,98 %), 7 concejales.
2. PSOE: 2388 votos (39,07 %), 5 concejales.
3. IU: 479 votos (7,84 %) 1 concejal.

La participación fue del 81,79 %, se contabilizaron 68 votos en blanco y 62 votos nulos.
- En las elecciones municipales de 2007 los resultados fueron:

1. PSOE: 3289 votos (52,58 %), 10 concejales.
2. PP: 2615 votos (41,81 %), 7 concejales.
3. IU: 291 votos (4,65 %) ningún concejal.

La participación fue del 80,56%, se contabilizaron 60 votos en blanco y 66 votos nulos.
- En las elecciones municipales de 2011 los resultados fueron:

1. PSOE: 3516 votos (55,23 %), 10 concejales.
2. PP: 2429 votos (38,16 %), 6 concejales.
3. IU: 348 votos (5,47%) 1 concejal.

La participación fue del 81,45 %, se contabilizaron 73 votos en blanco y 119 votos nulos.
- En las elecciones municipales de 2015 los resultados fueron:

1. PSOE: 3053 votos (51,59 %), 9 concejales.
2. PP: 2164 votos (36,57 %), 7 concejales.
3. IU: 515 votos (8,70%) 1 concejal.

La participación fue del 77,14 %, se contabilizaron 41 votos en blanco y 114 votos nulos.
- En las elecciones municipales de 2019 los resultados fueron:

1. PSOE: 2762 votos (48,19 %), 7 concejales.
2. PP: 2400 votos (41,88 %), 6 concejales.
3. IU-PODEMOS: 297 votos (5,18%) ningún concejal.

La participación fue del 76,13 %, se contabilizaron 35 votos en blanco y 85 votos nulos.

## Patrimonio

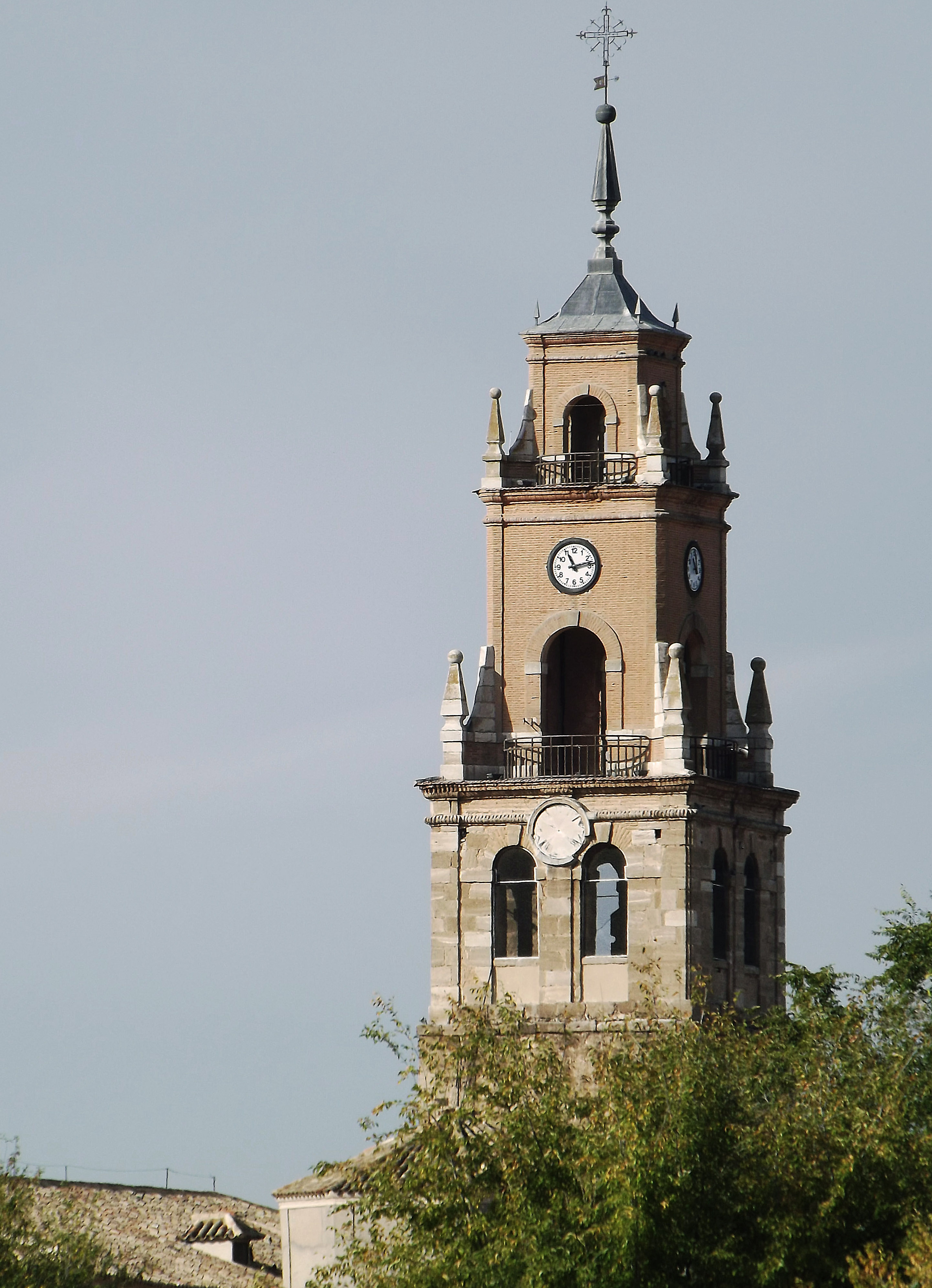
Torre de la iglesia de Nuestra Señora de la Asunción

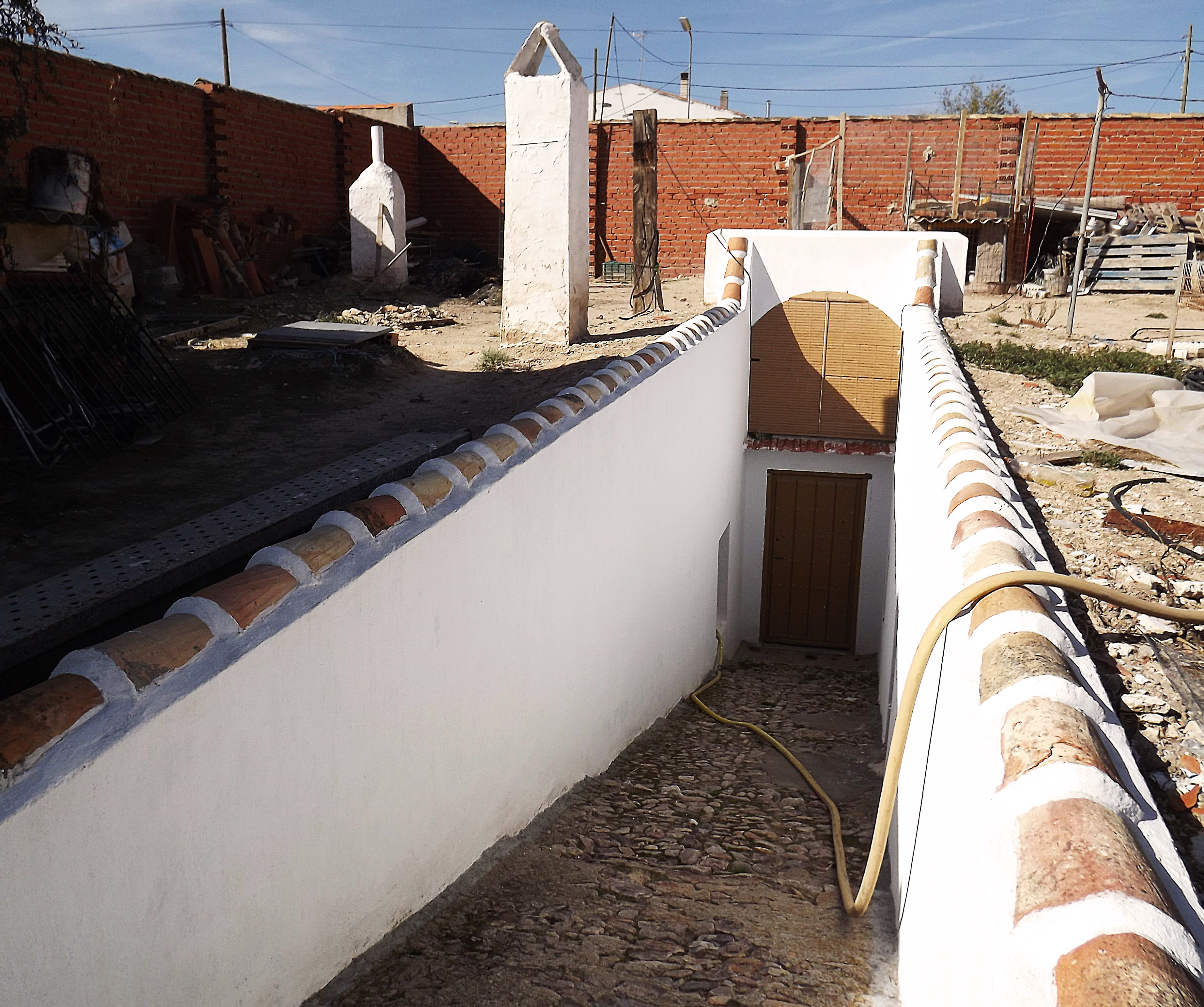
Silo de Villacañas

En la localidad se encuentra la iglesia de la Asunción de Nuestra Señora.

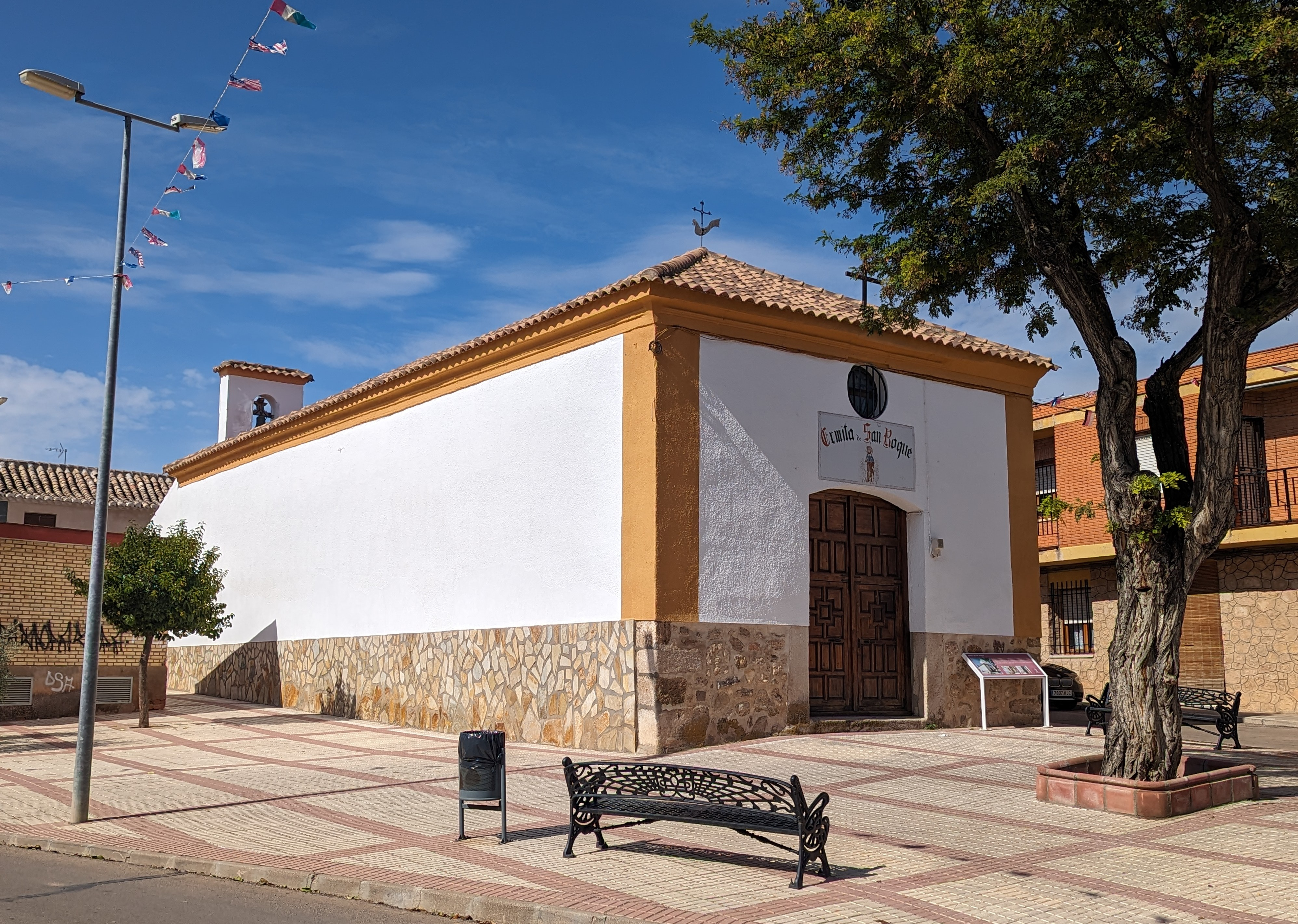
Ermita de San Roque
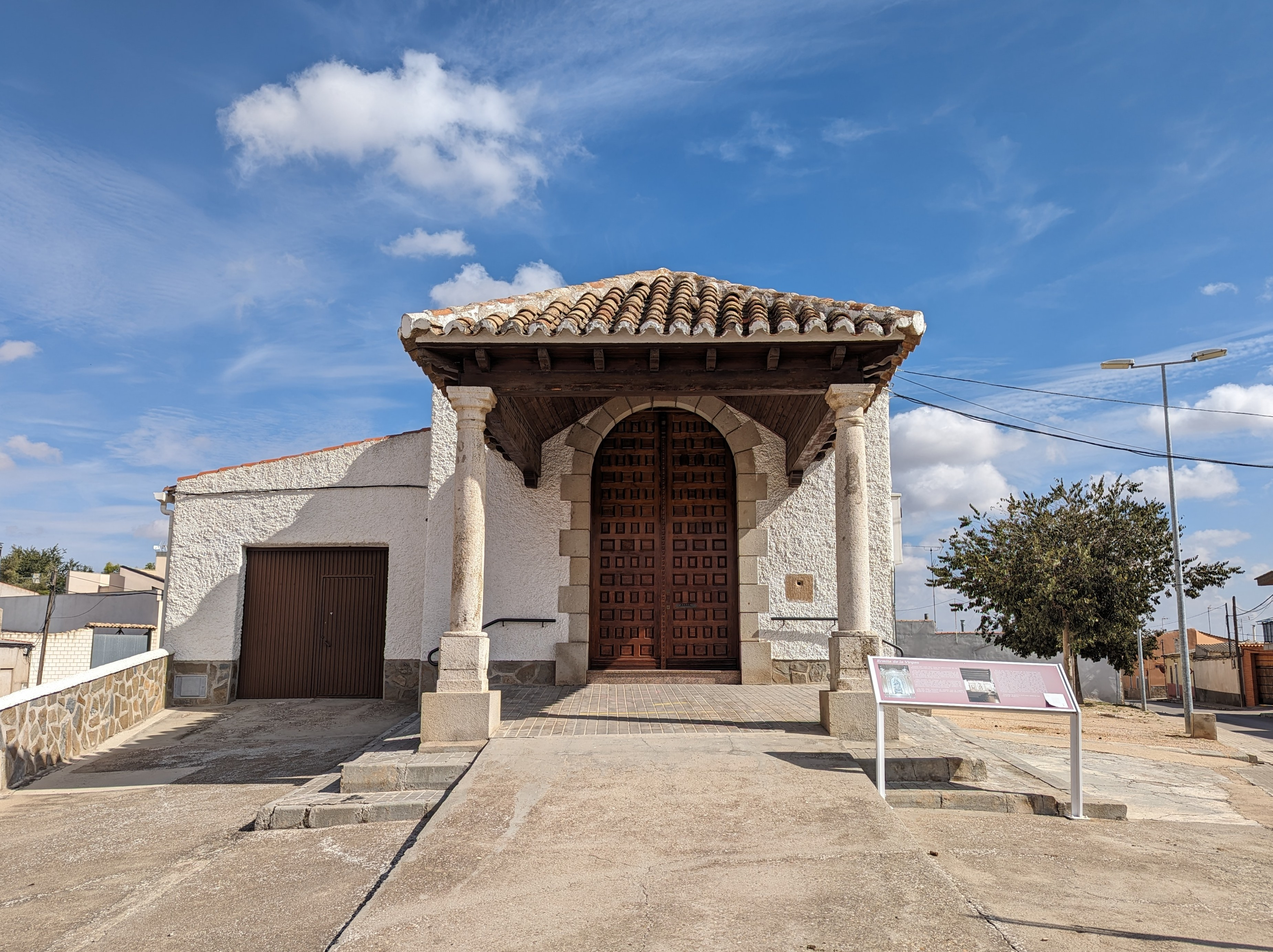
Ermita de la Virgen
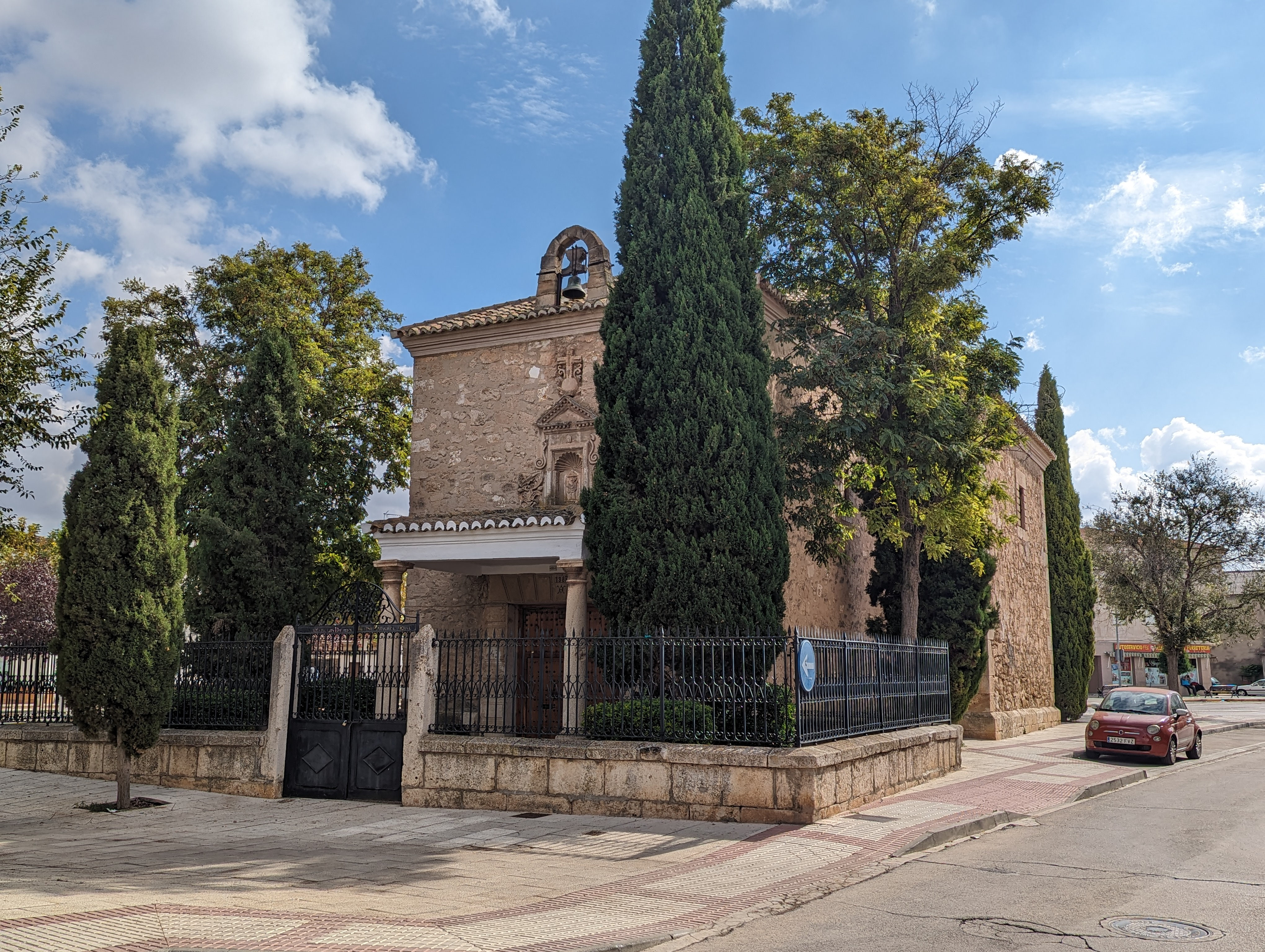
Ermita del Cristo del Coloquio
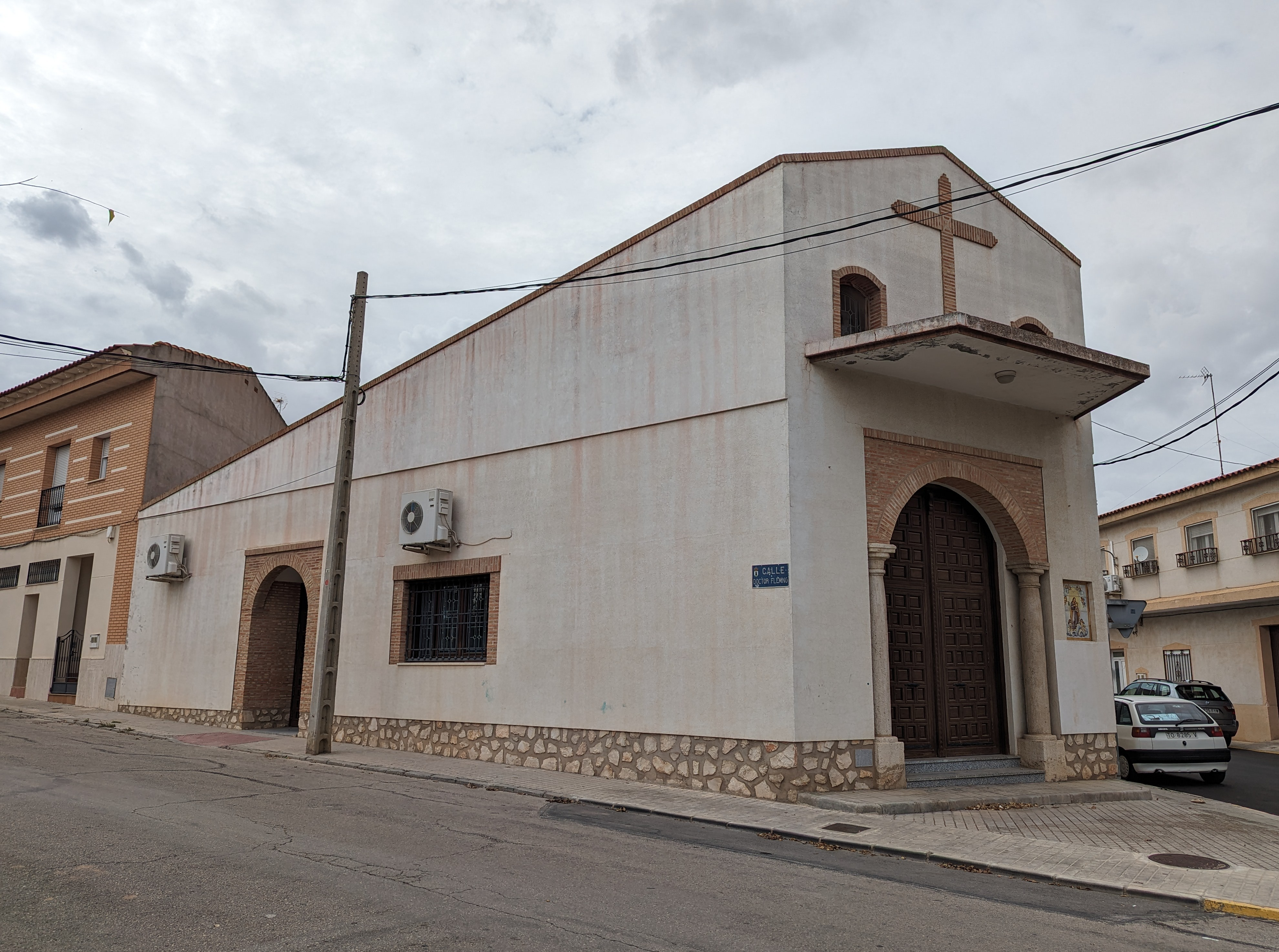
Ermita de San José

## Museos

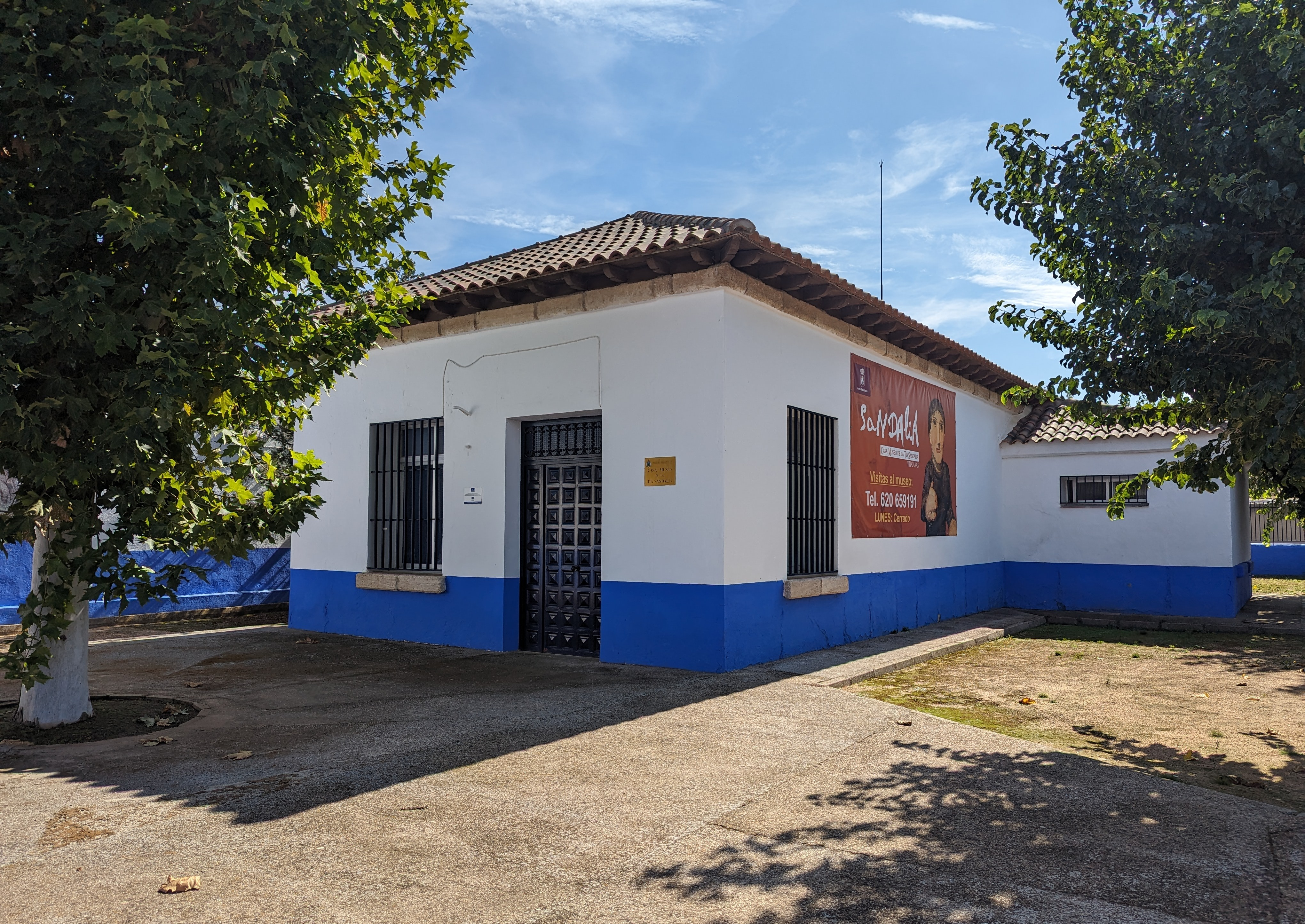
Museo de la Tía Sandalia

Villacañas cuenta con dos museos, el de la Tía Sandalia y el Museo Etnográfico del Silo.
La tía Sandalia, Sandalia Simón Fernández (Villacañas 1902-1987), fue una artista de condición humilde. Su analfabetismo no le impidió plasmar su sentimiento religioso en cuadros y figuras modeladas en yeso. Su estilo ha sido catalogado como naif. En el museo se pueden contemplar 66 esculturas, 40 relieves y 26 lienzos.
El Museo Etnográfico del Silo permite experimentar al visitante la sensación de vivir bajo tierra. La decoración refleja fielmente como era una vivienda humilde de este tipo de las que en 1950 llegó a haber 1700.

## Fiestas

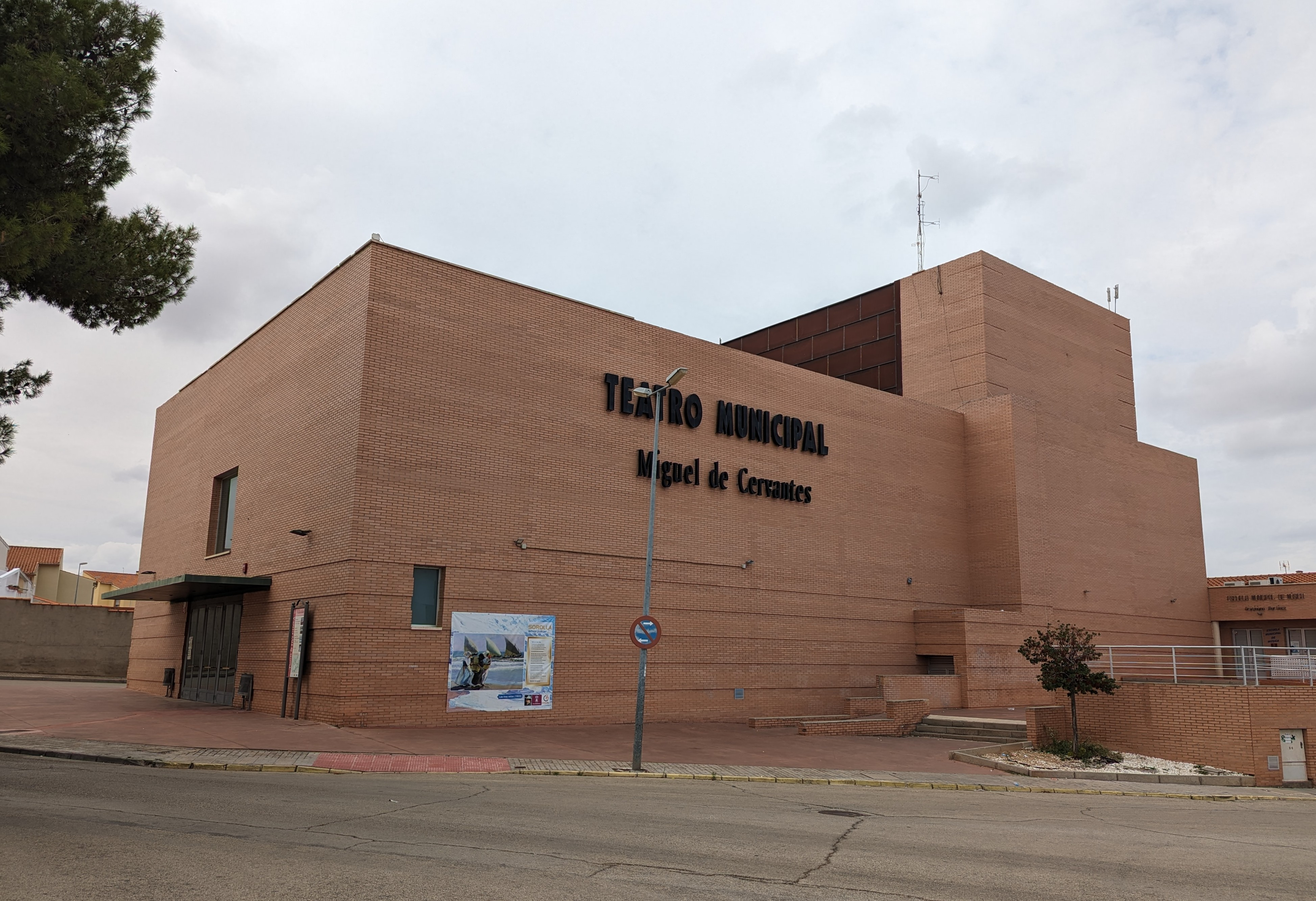
Teatro Miguel de Cervantes

Desde hace más de trescientos años, el 1 de mayo se celebran las fiestas en honor del Santísimo Cristo de la Viga, que han sido declaradas de Interés Turístico Regional. Uno de los aspectos más destacables de esta fiesta son los bailes que en plena calle realizan los danzantes del Cristo; vestidos con su indumentaria especial, realizan diecisiete piezas de baile. El punto jocoso lo da el danzante de la "Porra", que, mientras sus compañeros bailan, va proclamando dichos y chascarrillos, generalmente en verso, para regocijo de la población. A continuación se indica uno de tales chascarrillos cantado en la década de 1930:

El diecinueve de marzo,

El día de San José,

Fui ca' tío Pisablando

Y con la "Porra" me quedé.

De que llegué a mi casa

Se lo dije a mi mujer,

Estaba haciendo gachas

Y me tiró la sartén.

Las navidades con "la Pastorela", auto sacramental de origen medieval.
Semana Santa de Villacañas (Declarada de Interés Turístico Regional). 
La Semana Santa en Villacañas ha ido adquiriendo auge desde la recuperación de sus desfiles procesionales en los primeros años de la década de 1990. Actualmente, procesionan cerca de veinte pasos pertenecientes a las ocho cofradías de pasión.
La Cofradía de Nuestra Señora de los Dolores, fundada en 1770, abre las procesiones en Villacañas el Viernes de Dolores con la imagen de Nstra. Sra de los Dolores. El Domingo de Ramos el turno es para la Hermandad de San Juan Evangelista, que saca a las calles del municipio la imagen de Jesús Entrando en Jerusalén. Desde 2013, la Semana Santa villacañera da sus primeros pasos el Miércoles Santo con la procesión de Jesús de Medinaceli. En 2016 procesionó por primera vez por las calles de Villacañas una nueva imagen bautizada como María Santísima del Dulce Nombre y Esperanza, patrimonio de la Cofradía del Santo Sepulcro. 
La noche del Jueves Santo es la más esperada para muchos nazarenos en Villacañas porque hace estación de penitencia la imagen de Nuestro Padre Jesús Nazareno, tallada por el imaginero Tomás Parés a principios de la década de 1940. La imagen es portada por anderos y viste una túnica morada de especial belleza la noche del Jueves Santo. Se trata de la advocación con mayor devoción de la Semana Santa villacañera, además de ser la cofradía que cuenta con más nazarenos entre sus filas, unos 460. Nuestro Padre Jesús Nazareno va precedido por el grupo escultórico de Agonía en Getsemaní, también llamado Oración en el Huerto (adquirido en 1994 en el taller de arte religioso de Olot) y por el paso de La Flagelación. Desde la iglesia parroquial de Nuestra Señora de la Asunción se incorpora la imagen del Santísimo Cristo del Coloquio, el paso titular de la cofradía que lleva el mismo nombre (la más antigua de las de pasión fundada en 1749). La llamativa imagen de Sta. María Magdalena, junto a los pasos de La Verónica y San Juan Evangelista, ambos pertenecientes a la Hermandad de San Juan Evangelista también parten del mismo templo. Cierra el desfile procesional Nuestra Señora  de los Dolores, otra talla de Tomás Parés, que despierta una gran devoción entre los villacañeros.
La procesión del Santo Entierro del Viernes Santo se inicia desde la ermita del Cristo del Coloquio, punto de partida del impresionante grupo escultórico de La Lanzada. Los pasos del Santo Sepulcro y Nstra. Sra. de la Soledad también se incorporan al recorrido procesional desde dicho templo. La imagen del Santo Sepulcro, obra del imaginero Tomás Parés, es portada por 32 anderos y finaliza su recorrido procesional en la ermita del Cristo del Coloquio. La Soledad villacañera es una imagen bajo palio tallada en 1943 en un taller de imaginería religiosa de la calle Concepción Jerónima en Madrid, a inspiración de las imágenes del barroco andaluz. Desde la iglesia parroquial Nuestra Señora de la Asunción se incorpora la imagen de Nuestra Señora de la Piedad, adquirida en 1954, y los pasos del Santísimo Cristo de la Agonía y San Juan Evangelista, ambos patrimonio de la Hermandad de San Juan Evangelista. El paso del Santo Sudario, portado en andas por hermanos de la cofradía de Nuestro Padre Jesús Nazareno, y la imagen de Santa María Magdalena completan la procesión. 
El 18 de diciembre de 2018 el Diario Oficial de Castilla-La Mancha publicaba la declaración de la Semana Santa de Villacañas como Fiesta de Interés Turístico Regional, un reconocimiento fruto del trabajo conjunto entre el Ayuntamiento y el Consejo de Cofradías.
La fiesta mayor del Cristo de la Viga, que el 1 de mayo exhibe unas danzas de paloteo (acompañadas de dulzaina y tamboril) declaradas de Interés Turístico Regional, y cuyo proceso de preparación comienza el 19 de marzo. La romería de San Gregorio tiene lugar el segundo domingo de mayo. Del 8 al 12 de agosto se celebran las fiestas de la localidad, con el protagonismo de las peñas. A finales de septiembre tiene lugar la fiesta de La Vendimia y el 8 de diciembre las fiestas de la Virgen de la Concepción.